# حزب الدعوة الحرة
حزب الدعوة الحرة أو "هدى بار" هو حزب سياسي ديني محافظ وواحد من أحزاب تركيا، تأسس الحزب في 17 ديسمبر 2012، تتركز قاعدته الشعبية في مناطق جنوب شرق وشرق الأناضول، وينشط في المناطق ذات الأغلبية الكردية، حيث يعد الأكراد المحافظين والإسلاميين أكبر مؤيديه يترأسه حالياً السيد (زكريا يابجي أوغلو).
يتهم الحزب بأنه الجناح السياسي لمنظمة حزب الله الكردي، فيما ينفي قياديوه ذلك حاملين شعار وقف العنف والحوار السياسي، هاجم أنصار حزب العمال الكردستاني مقر «حزب الدعوة الحرة - هدى بار» سنة 2014م في سياق مظاهرات متعلقة باشتباكات واجه فيها مقاتلو حزب العمال مقاتلي داعش في عين العرب/كوباني.

## مشاركة الحزب السياسية

### الانتخابات المحلية
بلغ معدل التصويت للحزب في الانتخابات المحلية لعام 2014 1.37٪ في أغري ، و 7.80٪ في باتمان ، و 3.06٪ في بينجول ، و 5.58٪ في بيتليس ، و 4.77٪ في ديار بكر ، وماردين 2٪ في تركيا ، و 1.46٪ في موش ، و 1.16٪ في سيرت ، 2.32٪ في شرناق و 0.65٪ في فان.

### الانتخابات البرلمانية
دعم حزب هدى بار المرشحين المستقلين من أضنة ، وبيتليس ، وشرناق ، وفان ، وشانلي أورفا ، وبينجول ، وباتمان ، وديار بكر في الانتخابات العامة التي أجريت في 7 يونيو 2015 ، لكنهم لم يفوزوا. لم يشارك الحزب في الانتخابات العامة التي أجريت في 1 نوفمبر 2015. في الانتخابات العامة 2018 ، حصل الحزب على 157.612 صوتًا و 0.31٪ من الأصوات ، وهو أقل من العتبة ولم يتمكن من دخول مجلس النواب.
في 11 مارس 2023 أعلن زعيم حزب الدعوة الحرة زكريا يابجي أوغلو أنه سيدعم تحالف الجمهور في الانتخابات العامة التركية لعام 2023، مشيرًا أيضًا إلى أنه سيواصل محادثاته مع التحالف من أجل الانتخابات البرلمانية التركية لعام 2023. فانضم الحزب لتحالف الجمهور عام 2023 ، واعلن ان الحزب سيخوض الانتخابات ضمن قائمة حزب العدالة والتنمية. و رشح ضمن قوائم حزب العدالة والتنمية الحاكم في الانتخابات التشريعية لعام 2023 ، ففاز الحزب بأربعة نواب وهم كل من:
1. زكريا يابجي اوغلو
2. شهزاد دمير
3. سيركان رامانلي
4. فاروق دينك